# Hypoluxo
Hypoluxo ist eine Stadt im Palm Beach County im US-Bundesstaat Florida. Das U.S. Census Bureau hat bei der Volkszählung 2020 eine Einwohnerzahl von 2.687 ermittelt.

## Geographie
Die Stadt liegt 15 km südlich von West Palm Beach. Durch das Stadtgebiet führt der U.S. Highway 1, außerdem führt in unmittelbarer Nähe die Interstate 95 in Nord-Süd-Richtung vorbei.

## Demographische Daten
Laut der Volkszählung 2010 verteilten sich die damaligen 2588 Einwohner auf 2208 Haushalte. Die Bevölkerungsdichte lag bei 1725,3 Einw./km². 87,9 % der Bevölkerung bezeichneten sich als Weiße, 7,0 % als Afroamerikaner und 1,7 % als Asian Americans. 1,2 % gaben die Angehörigkeit zu einer anderen Ethnie und 2,2 % zu mehreren Ethnien an. 6,8 % der Bevölkerung bestand aus Hispanics oder Latinos.
Im Jahr 2010 lebten in 14,4 % aller Haushalte Kinder unter 18 Jahren sowie 31,1 % aller Haushalte Personen mit mindestens 65 Jahren. 48,9 % der Haushalte waren Familienhaushalte (bestehend aus verheirateten Paaren mit oder ohne Nachkommen bzw. einem Elternteil mit Nachkomme). Die durchschnittliche Größe eines Haushalts lag bei 1,84 Personen und die durchschnittliche Familiengröße bei 2,43 Personen.
13,2 % der Bevölkerung waren jünger als 20 Jahre, 23,8 % waren 20 bis 39 Jahre alt, 30,5 % waren 40 bis 59 Jahre alt und 32,5 % waren mindestens 60 Jahre alt. Das mittlere Alter betrug 49 Jahre. 46,3 % der Bevölkerung waren männlich und 53,7 % weiblich.
Das durchschnittliche Jahreseinkommen lag bei 51.952 $, dabei lebten 8,6 % der Bevölkerung unter der Armutsgrenze.
Im Jahr 2000 war Englisch die Muttersprache von 86,65 % der Bevölkerung, französisch sprachen 5,38 % und 7,97 % hatten eine andere Muttersprache.

## Kriminalität
Die Kriminalitätsrate lag im Jahr 2010 mit 107 Punkten (US-Durchschnitt: 266 Punkte) im niedrigen Bereich. Es gab einen Raubüberfall, eine Körperverletzung, acht Einbrüche und 41 Diebstähle.